# Clef (Wuppertal)
Clef  oder auch Am Clef ist eine Ortslage in der bergischen Großstadt Wuppertal. Die Ortslage ist aus einem der mittelalterlichen Ursprungshöfe Barmens hervorgegangen.

## Lage und Beschreibung
Die Siedlungsplätze des drei Vollhöfe und zwei Kotten umfassenden Wohnplatzes Clef lagen verteilt entlang der heutigen Straßen Am Clef und Heckinghauser Straße südlich der Bahnstrecke Elberfeld–Dortmund in den heutigen Wohnquartieren Heidt und Heckinghausen des Stadtbezirks Heckinghausen. Heute wird nur noch der Bereich der zwei westlichen Siedlungsplätze im Bereich des Barmer Heizkraftwerks an der Straße Am Clef als Clef bezeichnet, die drei östlichen Siedlungsplätze zählen nun zum Heckinghausener Zentrumsbereich. Das Heizkraftwerk ging aus dem Kraftwerk der Talstation der Barmer Bergbahn hervor.
Alle fünf Siedlungsplätze Clefs sind heute Teil einer geschlossenen innerstädtischen Gewerbe- und Wohnbebauung. Der westlichste Siedlungsplatz, 1863 noch Ritterklef (auch Reuterscleff) genannt, befindet sich im Bereich der Straßen Fischertal, Gewerbeschulstraße und Saarbrücker Straße. Lehmbachs Klef (auch Leimbachscleff) lag an der Heinrich-Jansen-Straße zwischen Gewerbeschulstraße und Saarbrücker Straße.
Die drei anderen Siedlungsplätze befanden sich östlich des Friedhofs Heckinghauser Straße. Krebsklef befand sich an der Kreuzung Heckinghauser Straße, Krebsstraße und Grillparzerweg, das 1782 errichtete Haus Krebs-Clef der Gutsfamilie Krebs wurde trotz Baudenkmalstatus 1980 abgerissen. Egeldicksklef direkt daneben fand sich im Bereich Heckinghauser Straße, Rankestraße und Schnurrstraße und der fünfte Siedlungsplatz wiederum angrenzend im Kreuzungsbereich Heckinghauser Straße zur Werléstraße.
Der Fischertaler Bach trug früher nach der Ortslage auch den Namen Clever Bach.

## Etymologie und Geschichte

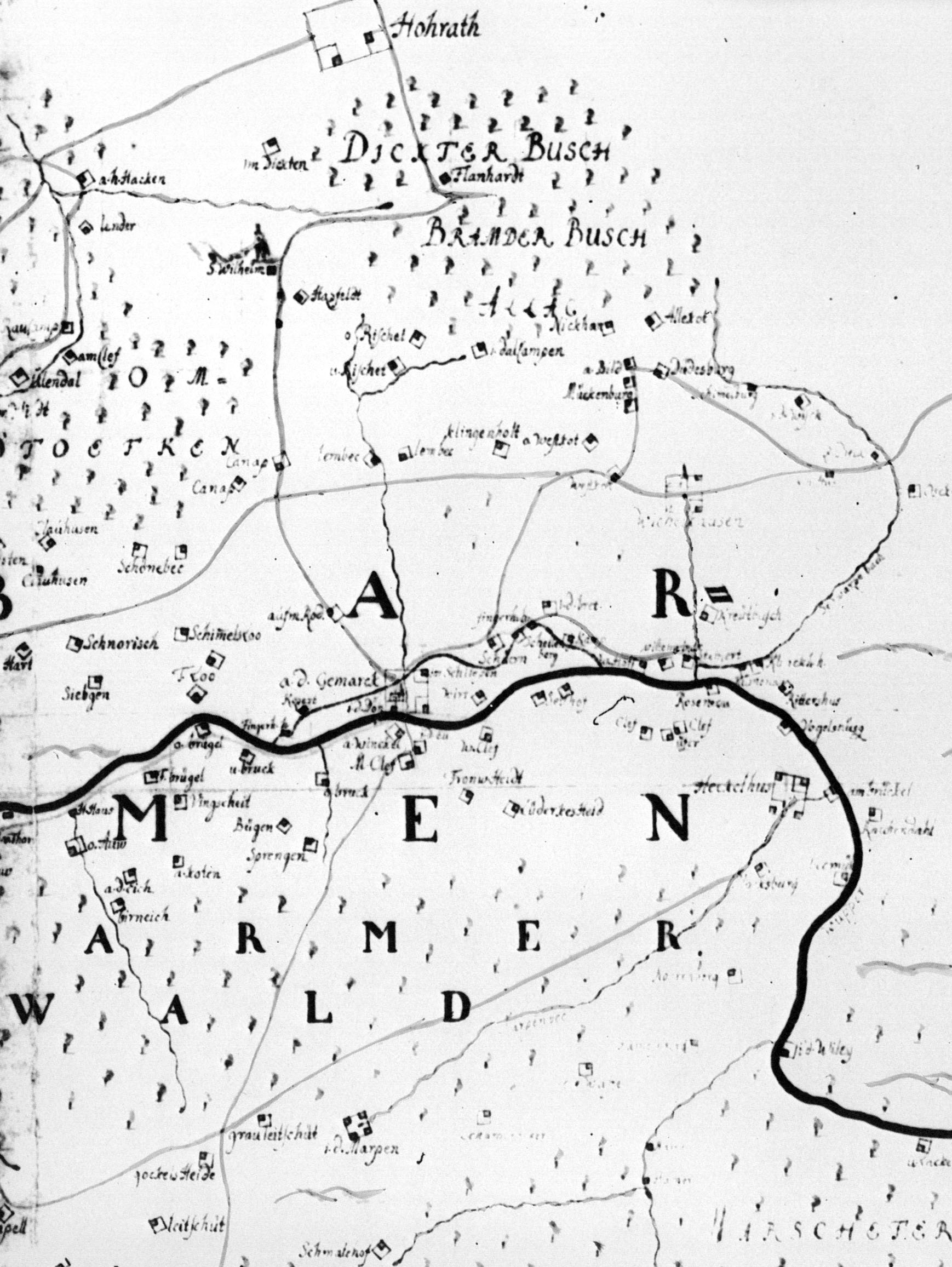
Karte der Hofschaften im Gebiet des heutigen Barmen von Erich Philipp Ploennies (1715)

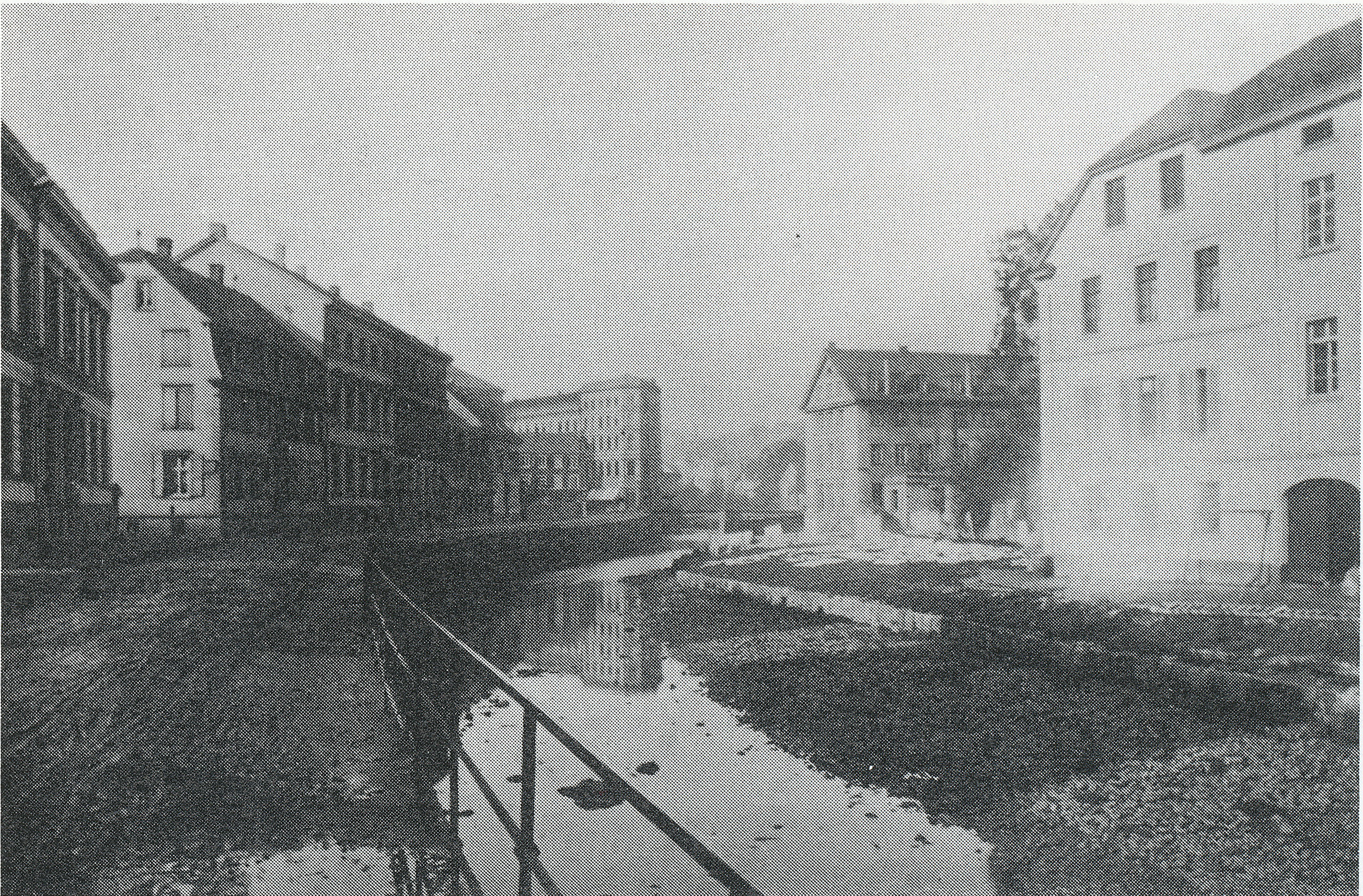
Das Clefer Bollwerk um 1875

Clef, Clev ist eine alte Form von Klippe (vergleiche lateinisch clivus - Hügel) und bezieht sich auf den bis auf die Wuppertaler Südhöhen stark ansteigenden Berghang südlich der Siedlungsplätze. In allen mittelalterlichen Urkunden ist der jeweilige Besitzername dem Toponym Clev vorangestellt.
Die früheste mit Datum gesicherte Erwähnung der Clever Siedlungsplätze stammt aus der Beyenburger Amtsrechnung (Abrechnung des Rentmeisters an die Bergisch-herzogliche Kameralverwaltung) des Jahres 1466. Aus dieser geht hervor, dass der Wohnplatz bereits zu dieser Zeit in drei Vollhöfe und zwei Kotten unterteilt war. Die Höfe gehörten einem  Kurt zu Clev, einem Peter zu Clev und einem Koene zu Clev, die Kotten heißen Peters Cleff und Greven Cleff.
Aufgrund der ungenügenden Quellenlage ist es nicht belegt, aber möglich, dass Clev zu den bereits im Jahr 1244 genannten „Gütern in Barmen“ („Bona de Barme“) im kurkölnischen Gebiet gehörte, die von dem Grafen Ludwig von Ravensberg als Allod in den Besitz der Grafen von Berg unter Graf Heinrich IV. übergingen. Territorial lag das Gebiet um Clev als Teil von Oberbarmen bis zum Anfang des 14. Jahrhunderts zum kurkölnischen Gogerichtsbezirk Schwelm, das bis 1324 durch die Grafen von der Mark annektiert wurde. Ab 1420 gehörte es zum bergischen Amt Beyenburg. Kirchlich gehörte es bis zur Einrichtung einer eigenen Barmer Pfarrei dem Kirchspiel Schwelm an.
1641 wird die Größe Clevs mit 110 Morgen angegeben, die Siedlungsplätze heißen nun Peters Cleff, Deusen und Grieten Cleff, Krebs Cleff, Greven Cleff und Alberts Cleff.
1715 verzeichnet die Topographia Ducatus Montani des Erich Philipp Ploennies die benachbarten Höfe. Mit den übrigen Höfen in der Bauerschaft Barmen waren die Clever Höfe bis 1806 Teil des bergischen Amtes Beyenburg.
Bis zur Mitte des 19. Jahrhunderts waren die Clever Höfe eigenständige Ortslagen, gingen mit dem Bau der Bahnstrecke alle vollständig in innerstädtischer Bebauung auf.